# احتلال دول المحور لصربيا

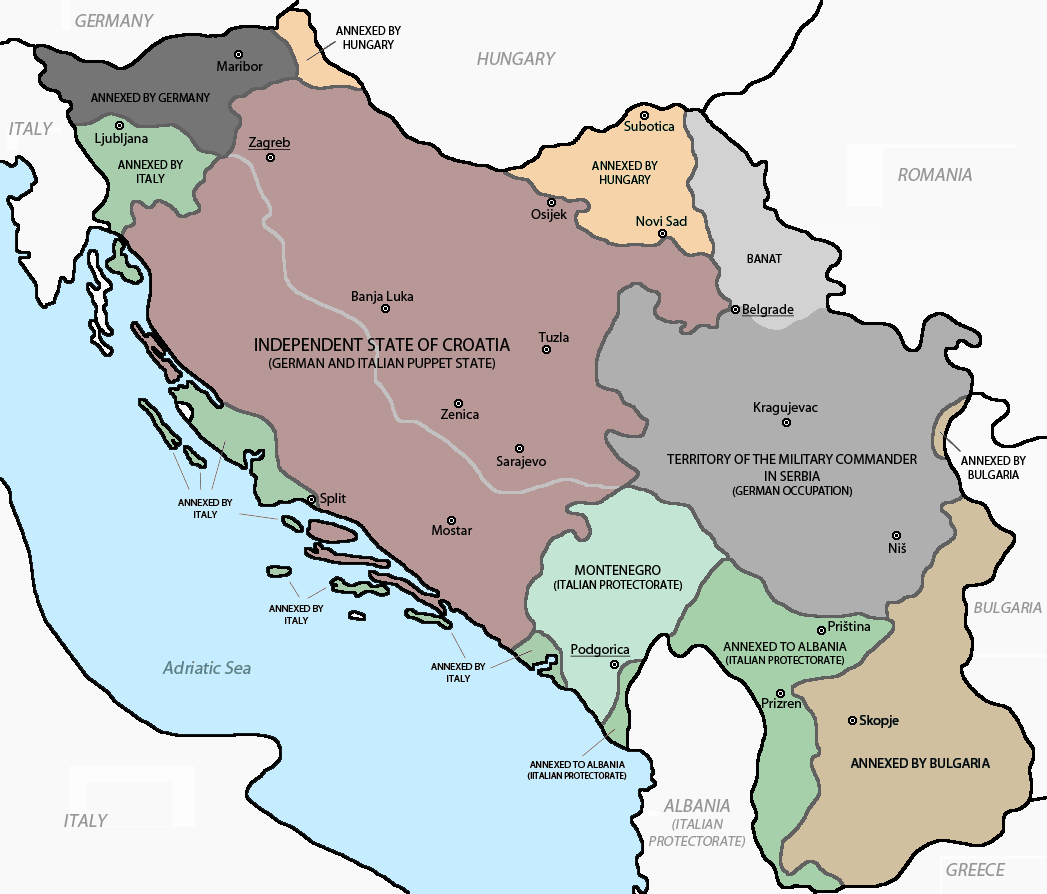
خلال الحرب العالمية الثانية

خلال الحرب العالمية الثانية، احتلت دول المحور عدد من مقاطعات مملكة يوغوسلافيا المماثلة لدولة صربيا الحديثة من عام 1941 إلى عام 1944. احتل الفيرماخت معظم المنطقة ونُظمت كمنطقة منفصلة تحت سيطرة الإدارة العسكرية الألمانية في صربيا. بينما الأجزاء الأخرى من صربيا الحديثة التي لم تُضم إلى الأراضي التي تديرها ألمانيا احتُلت وضُمت من قبل دول المحور المجاورة. احتلت دولة كرواتيا المستقلة وضمت سيرميا، والمجر احتلت وضمت باشكا، جنوب شرق صربيا احتلت وضمت بلغاريا، وأما إيطاليا فاحتلت جنوب غرب صربيا وضمتها، بينما دخلت ألبانيا والجبل الأسود ضمن المحميات الإيطالية.

## الاحتلال الألماني
احتل الألمان في البداية المنطقة الواقعة تحت سيطرة الإدارة العسكرية الألمانية في صربيا. واحتُلت في وقت لاحق من قبل القوات البلغارية، لكنها بقيت تحت السلطة العسكرية الألمانية. كان يُشار على الطوابع والعملات المعدنية لهذه المنطقة باسم صربيا، ووفقًا للبروفيسور بول إن هين، كان اسمها الرسمي هو الإقليم القائد العسكري في صربيا. كان لهذه المنطقة حكومتان متتاليتان صربيتان تابعتان تحت سيطرة السلطات العسكرية الألمانية. عُرفت أول حكومة دمية قصيرة العمر باسم الحكومة المعتمدة وكانت بقيادة ميلان ايموفيتش. عُرفت الحكومة الدمية الثانية باسم حكومة الإنقاذ الوطني بقيادة ميلان نيديتش.
من بين التعداد السكاني اليهودي البالغ عددهم نحو 12500 في صربيا، تحت الاحتلال الألماني الذي تسيطر عليه المجر أو دولة كرواتيا المستقلة، قُتل ما يقرب من 11000 يهودي.

## الاحتلال الإيطالي الألباني
كان الخط الفاصل بين المنطقة التي تحتلها ألمانيا وألبانيا الإيطالية في منطقة كوسوفو سببًا في تضارب كبير في المصالح، ويرجع ذلك أساسًا إلى مناجم الرصاص والزنك الهامة في بريشتينا وخط السكك الحديدية الرئيسي في كوسوفو ميتروفيتسا – بريشتينا – أوروشيفاتش – كاتشانايك - إسكوبية. في نهاية المطاف تغلب الألمان، مع امتداد «خط فيينا»  من نوفي بازار في ساندجاك من خلال كوسوفو ميتروفيتسا  وبريشتينا، على طول السكك الحديدية بين بريشتينا وأوروشيفاتش ومن ثم نحو تيتوفو في ما يعرف اليوم باسم مقدونيا قبل أن تتجه إلى الشمال الشرقي لتلتقي الأراضي التي ضمتها بلغاريا بالقرب من أورلوفا تشوكا. كانت مقاطعات كوسوفسكا ميتروفيتسا وفوتشيترن ولاب، إلى جانب جزء من مقاطعة غراتشانيكا، جزءًا من الأراضي التي احتلتها ألمانيا. وشملت هذه المنطقة عددًا من المناجم الهامة الأخرى، بما في ذلك منجم الرصاص في بيلو بردو، ومناجم الأسبست بالقرب من جاغنينيكا، ومنجم المغنيسيوم في دوبوفاك بالقرب من فوشتري.
قُسمت منطقة السنجق في البداية بين الألمان في الشمال والإيطاليين في الجنوب باستخدام امتداد يسمى «خط فيينا» الذي قسم يوغوسلافيا إلى مناطق نفوذ ألمانية وإيطالية. عُدلت حدود الأراضي المحتلة عبر السنجق عدة مرات في تتابع سريع خلال أبريل ومايو عام 1941، واستقرت في نهاية المطاف على الخط العام لبريبوج – نوفافاروش – سينيسا - نوفي بازار، على الرغم من أن مدن رودو، وبريبوج، ونوفا فاروسا، والسنجق، ودوغا بوليانا كانت على جانب الجبل الأسود الذي تحتله إيطاليا من الحدود. لم تكن حكومة إن دي إتش راضية عن هذه الترتيبات، لأنها أرادت ضم السنجق إلى إن دي إتش واعتبرت أنه سيكون من الأسهل بالنسبة لهم تحقيق ذلك إذا احتل الألمان جزءًا أكبر من المنطقة.